# Sembungan Kidul
Sembungan Kidul is een bestuurslaag in het regentschap Gresik van de provincie Oost-Java, Indonesië. Sembungan Kidul telt 1831 inwoners (volkstelling 2010).